# Kauza Pandury

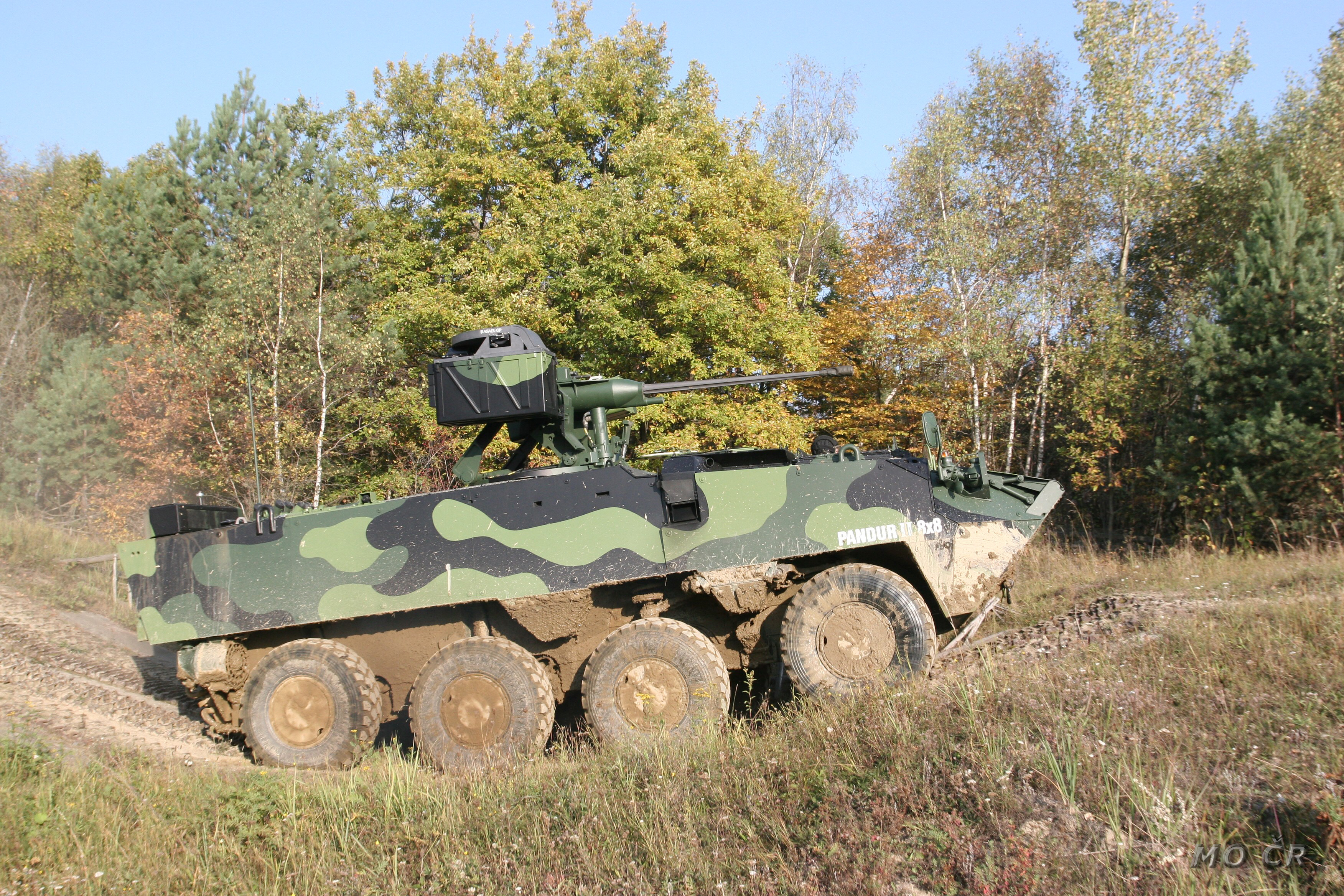
Prototyp Panduru II během testování českou armádou

Kauzy Pandury je označení používané pro podezřelé okolnosti související s rozhodnutím nakoupit pro českou armádu obrněné transportéry Pandur. Původně v roce 2006 vláda Jiřího Paroubka (ČSSD) schválila nákup 199 transportérů (a opce na 40 dalších) za 20,8 miliardy korun. Koncem roku 2007 Topolánkův kabinet od zakázky ustoupil kvůli údajnému porušení smluvních podmínek ze strany rakouské zbrojovky Steyr. Na jaře 2009 ale byla po rozhodnutí stejné vlády podepsána se stejnou firmou smlouva o nové zakázce, a to na 107 transportérů za 14,4 miliardy korun.

## Zakázka Armády ČR
V březnu 2009 česká vláda Mirka Topolánka schválila nákup 107 transportérů Pandur II pro českou armádu za zhruba 14,4 miliardy korun. V únoru 2010 se v českých médiích objevily zprávy o nejasnostech a možné korupci ohledně výběrového řízení na nákup obrněných transportérů pro Armádu ČR. Vyšlo najevo, že výrobce Pandurů, rakouská firma Steyr, uzavřela tajnou smlouvu s lobbistou Janem Vlčkem, který měl zajistit kontakt mezi firmou a českými politiky. Rakouská firma byla ochotna vyplatit lobbistům za jejich služby provizi ve výši 7 % ceny zakázky (cca 1,4 miliardy Kč). Českou republiku vyšlo jedno obrněné vozidlo Pandur údajně na 134 milionů Kč, přičemž Portugalsko ve stejné době mělo platit pouze cca 40 milionů korun za jedno vozidlo. Ministerstvo obrany poté vydalo tiskovou zprávu vysvětlující cenové rozdíly mezi českou a portugalskou verzí vozidla. Následně rakouská policie provedla domovní prohlídky pro podezření z korupce při prodeji transportérů v prostorách zbrojovky Steyr ve Vídni a u dvou bývalých manažerů, kteří v nahrávce reportéra Mf Dnes mluvili o údajných provizích pro politické strany za nákup obrněných vozidel.
Dne 9. července 2011 uveřejnil deník Mladá fronta dnes článek, který vyvrací zdůvodnění bývalého ministra obrany Martina Bartáka, proč jsou Pandury dodané do Česka zhruba čtyřikrát dražší, než stejné stroje dodané do Portugalska. Redakci se podařilo získat dokumenty, z nichž vyplývá, že portugalské stroje jsou vybaveny stejně, či dokonce lépe, než stroje české. Tiskové prohlášení ministerstva obrany uvádělo, že srovnání ceny českých a portugalských vozidel je ovlivněno výbavou různých verzí. Pozemní síly AČR obdržely celkem 107 Pandurů, z nichž bylo 99 vozidel (tj. 93 %) ve verzi s dálkově ovládanou věží RCWS-30. Na druhou stranu portugalská armáda objednala 260 Pandurů, z nichž je pouze 32 vozidel (tj. 12 %) vyzbrojeno podobným systémem. Cena věžového kompletu přitom podle AČR činí až 40 % ceny celého vozidla. Nepoměr uváděných cen měl dále vzniknout nezapočítáním DPH v případě portugalské objednávky, což představuje 20% rozdíl. Portugalský kontrakt rovněž nezahrnoval náklady na logistickou podporu, učebně výcvikovou základnu, školení a munici.
Dne 7. října 2012 večer v Praze zadrželi policisté z Útvaru odhalování korupce a finanční kriminality Marka Dalíka, bývalého tajemníka a později poradce Mirka Topolánka, a odvezli jej do cely předběžného zadržení. Vrchní státní zástupkyně Lenka Bradáčová potvrdila, že šlo skutečně o zadržení z důvodu jeho údajného úsilí o získání úplatku ve výši 18 milionů Eur v souvislosti s chystanou zakázkou na obrněná vozidla armády – Pandury. První zpráva o tomto konkrétním úplatku padla z úst vyšetřovaného vysokého manažera firmy Steyer Stephana Szücse. O zatčení informovala v krátké době téměř všechna média.
Dne 2. února 2016 Městský soud v Praze uznal Dalíka vinným v případu korupce a odsoudil ho k trestu pět let odnětí svobody a k pokutě 5 milionů korun. Rozsudek není pravomocný, neboť Dalíkův advokát Tomáš Sokol se proti rozhodnutí hned odvolal.

### Polemika o vlastnostech Pandurů
Reportéři internetového deníku Aktuálně.cz přinesli 4. září 2010 zprávu, že některé obrněné transportéry Pandur byly dodatečně vybaveny přídavným pancéřováním, čímž ovšem přišly o schopnost plavat. Téhož dne přineslo internetové periodikum Britské listy zprávu, že Pandur II. nemá na rozdíl od obrněných vozidel OT 64 či BVP-1 a BVP-2 boční střílny a nemůže se tak po eliminaci střelecké věže bránit útoku pěchoty.
Naproti tomu šéfredaktor magazínu o vojenské technice Michal Zdobinský uvádí, že od bočních střílen se po zkušenostech z poslední doby obecně upouští, protože snižují tuhost konstrukce a komplikují instalaci přídavného pancéřování. Také požadavek na obojživelnost již podle něj není striktně uplatňován, protože se preferuje balistická odolnost proti průbojné a kumulativní munici i proti minám a improvizovaným výbušným náložím.

## Chronologie
- 26. listopadu 2003 – Vláda Vladimíra Špidly (ČSSD) odsouhlasila plán ministerstva obrany na nákup 240 transportérů.
- 13. dubna 2005 – Vláda Stanislava Grosse (ČSSD) vypsala výběrové řízení.
- 25. ledna 2006 – Vláda Jiřího Paroubka (ČSSD) rozhodla o nákupu transportérů firmy Steyr za 23,6 miliardy korun.
- 7. listopadu 2007 – Náměstek ministryně obrany Jaroslav Kopřiva potvrdil informace, že transportéry nevyhověly testům.
- 7. prosince 2007 – Vláda Mirka Topolánka (ODS) rozhodla o vypovězení smlouvy s firmou Steyr.[14]
- 5. března 2008 – Ministryně obrany Vlasta Parkanová uvedla, že armáda patrně nakoupí pouze 107 transportérů za podmínky úspěšných výsledků zkoušek.
- 13. března 2009 – Náměstek ministryně obrany Martin Barták podepsal smlouvu na dodání 107 transportérů za 14,4 miliardy korun.
- 17. února 2010 – Deník MfD zveřejnil rozhovory s bývalými manažery Steyru, podle kterých byl nákup spojen s provizemi pro politiky.
- 14. července 2010 – Policie začala vyšetřovat nákup, případem se zabýval společný tým českých a rakouských policistů.[14]
- 10. května 2011 – Server Novinky.cz přinesl informaci, že bývalý zaměstnanec firmy Steyr vypověděl při výslechu ve Vídni, že Marek Dalík v listopadu 2007 požadoval 18 miliónů eur za to, aby česká vláda odsouhlasila nákupu Pandurů.[15]
- 9. července 2011 – Server IDNES.cz uvedl, že Česko zaplatilo čtyřikrát vyšší cenu za transportéry stejně či hůře vybavené než ty, které zakoupilo Portugalsko.[5]
- 8. října 2012 – Policie zadržela lobbistu Marka Dalíka a obvinila ho z trestného činu podvodu ve stádiu pokusu.[16]
- 4. dubna 2014 – Protikorupční policie navrhla obžalovat Marka Dalíka.[14]
- 2. února 2016 – Městský soud v Praze uznal Dalíka vinným v případu korupce a odsoudil ho k trestu pět let odnětí svobody a k pokutě 5 milionů korun. Rozsudek není pravomocný, neboť Dalíkův advokát Tomáš Sokol se proti rozhodnutí hned odvolal.[10]
- 31. května 2016 – Vrchní soud v Praze jako soud odvolací potvrdil nepodmíněný trest odnětí svobody pro Dalíka. Uznal jej stejně jako městský soud vinným, ale snížil mu trest na čtyři roky odnětí svobody a peněžitý trest snížil na 4 miliony korun. Rozsudek se stal pravomocným.[17]

## Aktéři kauzy

### Obvinění
- Marek Dalík – bývalý tajemník českého premiéra Mirka Topolánka, pravomocně odsouzený za napomáhání k trestnému činu přijetí úplatku ve věci nákupu transportérů

### Svědci
- Martin Barták – exministr obrany, popisoval dvě schůzky se zástupci Steyru, kterých se účastnil i Dalík[18]
- Richard Graber – bývalý americký velvyslanec v Praze, který vypovídal z prostřednictvím videokonference a který uvedl, že se o neetickém jednání dozvěděl při telefonickém rozhovoru se šéfem firmy Steyr Johnem Ullrichem[19]
- Lutz Kampmann – manažerem firmy Steyr v letech 2006 až 2012
- Stephan Szücs – bývalý manažer firmy Steyr, svědek jednání, během kterého byl vznesen požadavek na úplatek
- Mirek Topolánek – bývalý český premiér, přítel Marka Dalíka
- Janek Kroupa – investigativní reportér, který se kauzou dlouhodobě zabývá[20]
- Miroslav Výboh – slovenský lobbista, poradce a přítel slovenského premiéra Roberta Fica, účastník jednání, který si podle bývalého manažera zbrojovky Lutze Kampmanna ve vídeňské kavárně Griensteidl řekl o 18 milionů eur za pokračování kontraktu na nákup pro českou armádu[21]
- Jan Vlček – český lobbista, který měl na základě smlouvy zajistit kontakt mezi rakouskou firmou Steyr a českými politiky